# Provinziallandtagswahl in Brandenburg 1921
- VKPD: 4
- USPD: 8
- SPD: 29
- DDP: 6
- Z: 1
- WP: 1
- BVgg: 15
- DVP: 12
- DNVP: 16

Die Provinziallandtagswahl in Brandenburg 1921 fand am 21. Februar 1921 statt. Sie fand einen Tag nach der Landtagswahl in Preußen statt.
Als stimmenstärkste Partei schnitt die SPD ab, die Deutschnationale Volkspartei (DNVP), die Bürgerliche Vereinigung (BVgg) und die Deutsche Volkspartei (DVP) bildeten das Mittelfeld, während die Unabhängigen Sozialdemokraten (USPD), die Deutsche Demokratische Partei (DDP) und die Vereinigte Kommunistische Partei Deutschlands (VKPD) nur geringe Stimmenanteile auf sich vereinigen konnten.

Sowohl die Reichspartei des deutschen Mittelstandes (WP) als auch die Deutsche Zentrumspartei konnten jeweils ein Mandat erringen.

## Ergebnis
| Partei (Kürzel)            | Partei (Kürzel) | Ergebnis  | Ergebnis | Ergebnis | Sitze  | Sitze |
| Partei (Kürzel)            | Partei (Kürzel) | Stimmen   | %        | +/−      | Anzahl | +/−   |
| -------------------------- | --------------- | --------- | -------- | -------- | ------ | ----- |
|                            | SPD             | 384.491   | 32,6     | –        | 29     | –     |
|                            | DNVP            | 199.325   | 16,9     | –        | 16     | –     |
|                            | BVgg            | 195.046   | 16,5     | –        | 15     | –     |
|                            | DVP             | 145.914   | 12,4     | –        | 12     | –     |
|                            | USPD            | 94.022    | 8,0      | –        | 8      | –     |
|                            | DDP             | 81.603    | 6,9      | –        | 6      | –     |
|                            | VKPD            | 49.772    | 4,2      | –        | 4      | –     |
|                            | WP              | 17.408    | 1,5      | –        | 1      | –     |
|                            | Z               | 12.015    | 1,0      | –        | 1      | –     |
|                            | Sonstige        |           |          |          | –      | –     |
| Gültige Stimmen            | Gültige Stimmen | 1.179.596 | 100,0    |          | 92     |       |
| Ungültige Stimmen          |                 |           |          |          |        |       |
| Wähler und Wahlbeteiligung |                 |           |          |          |        |       |
| Wahlberechtigte            | Wahlberechtigte |           | 100,0    |          |        |       |